# Cleveland (Virginie)
Pour les articles homonymes, voir Cleveland.
Cleveland est une municipalité américaine située dans le comté de Russell en Virginie.
Selon le recensement de 2010, Cleveland compte 202 habitants. Arrosée par la Clinch, la municipalité s'étend sur 0,14 mille carré (0,36 km2).
Cleveland acquiert le statut de municipalité en 1946.